# Kommunreformen i Danmark 1970

Karta över Danmarks kommuner 1970–2006.

En omfattande kommunreform genomfördes i Danmark 1970, motsvarande de i Sverige åren 1952 och 1971. I Danmark reducerades antalet amt (län) från 24 till 14, samtidigt som antalet kommuner minskade från 1098 till 277. Enstaka kompletterande kommunsammanslaggningar skedde under de kommande decennierna, före nästa stora reform 2007.

## Historik
Antalet kommuner hade från och med 1966 minskats genom frivilliga kommunsammanslagningar, från ett maximum på 1345 år 1965 (varav 1257 landskommuner, 88 städer, inklusive Köpenhamn och Frederiksberg) till 1098 omedelbart innan kommunreformen började gälla 1 april 1970.
Därefter var antalet kommuner 277 fram till 1 april 1974. Københavns Amt kom med i kommunreformen först från 1974. En kommun – Sengeløse kommun – slogs 1 april 1974 samman med Høje-Taastrup kommun, och Store Magleby Sogn (församling) på Amager slogs samman med Dragør Sogn och bildade Dragør kommun. Därefter var antalet kommuner 275. 
Detta antal bevarades från 1974 och fram till 1 januari 2003, då Bornholms fem kommuner och Bornholms amt sammanslogs till en regionskommune. Därefter sammanslogs de två kommunerna på Ærø till en 1 januari 2006. 

## Betydelse
Med kommunreformen 1970 infördes en enhetlig kommuntyp, i och med att skillnaden mellan stad (købstad) och landskommun (sognekommune) avskaffades. Statens bidrag till viss kommunal verksamhet ändrades till ett allmänt bidrag (blocktilskud) till kommunerna, som bland annat fick ansvar för de psykiatriska sjukhusen och den gymnasieutbildning som tidigare varit amtens ansvar. Kommunerna fick också nya uppgifter inom miljö och näringsliv.

## Senare kommunreform
År 2007 genomfördes ytterligare en reducering av antalet danska kommuner (till 98). Samtidigt ersattes de 13 amten av 5 regioner.